# 川崎製鉄
川崎製鉄株式会社（かわさきせいてつ、英文社名：Kawasaki Steel Corporation）は、日本の大手鉄鋼メーカーJFEスチール株式会社のかつての商号である。略称は川鉄（かわてつ）。
1950年に川崎重工業（兵庫県神戸市）より独立して発足してから、2003年に日本鋼管（NKK）との間で事業統合しJFEスチールに商号を変更するまで、この川崎製鉄を商号とした。この項目では、JFEスチールが川崎製鉄という商号であった期間について記述する。

## 概要
高炉を所有し、鉄鉱石を原料に最終製品の鋼材の生産までを一貫して行う、「高炉メーカー」と呼ばれる比較的大規模な鉄鋼メーカーの一つ。年間の粗鋼生産量ベースで、新日本製鐵（新日鉄・現：日本製鉄）・NKKに次ぐ日本国内で3番目の鉄鋼メーカーであった。鋼板・条鋼・鋼管など鉄鋼製品を製造・販売する「鉄鋼事業」を中心に、製鉄設備・パイプライン・橋梁・鋼構造建築物などの設計・建設を行う「エンジニアリング事業」、化成品（主にコールタール加工品の石炭化学品）を製造・販売する「化学事業」を手がけた。
本社は兵庫県神戸市。千葉県千葉市にある千葉製鉄所と、岡山県倉敷市にある水島製鉄所の東西2か所の銑鋼一貫製鉄所を拠点とした。東京証券取引所（東証）・大阪証券取引所（大証）・名古屋証券取引所（名証）の第一部と、福岡証券取引所（福証）に株式を上場していた（証券コードは「5403」）。
前身は川崎重工業（旧・川崎造船所）の鉄鋼部門で、戦後の企業再建の一環として1950年に同社より独立した。独立後の1953年に会社初の銑鋼一貫製鉄所の千葉製鉄所を建設し高炉メーカーへと転換。さらに1967年には水島製鉄所を建設した。1980年代以降は事業が多角化し、鉄鋼事業だけではなくエンジニアリング事業や集積回路 (LSI) を製造するLSI事業などにも進出した。
2000年に、国内2位のNKKと物流・補修・購買の3分野で提携した。このNKKとの関係は事業統合・再編へと発展し、第一段階として2002年9月に両社の持株会社となるJFEホールディングスを設立し、「JFEグループ」を創立。翌2003年4月に両社間で事業再編が実施され、NKKの鉄鋼事業を統合してJFEスチールへと商号を変更し、JFEグループの鉄鋼事業を担当する企業へと転換した。

## 沿革
- 1950年
  - 8月7日 - 川崎重工の鉄鋼部門および兵庫・葺合・久慈・西宮・伊保・知多の6工場を引き継ぎ、川崎製鉄株式会社発足。
  - 8月11日 - ドラム缶の製造を開始。
  - 10月2日 - 東証・大証・名証・福証に株式を上場。
- 1951年2月1日 - 千葉製鉄所を開設（1953年6月17日高炉火入れ）。
- 1954年3月31日 - 伊保工場廃止。
- 1959年2月5日 - 川鉄化学設立、順次化学部門（コークス製造部門を含む）を同社へ移管。
- 1961年7月1日 - 水島製鉄所を開設（1967年4月18日高炉火入れ）。
- 1967年10月31日 - 久慈工場廃止。
- 1968年11月1日 - ドラム缶部門を川鉄コンテイナーに譲渡。
- 1971年8月31日 - 兵庫工場廃止。
  - 1971年11月1日 - 鋼索部門を川鉄鋼線工業（後の川鉄テクノワイヤ）に譲渡。
- 1973年11月 - 計量器部門を川鉄計量器（後の川鉄アドバンテック）に譲渡。
- 1976年8月1日 - エンジニアリング事業の本格化に伴い、エンジニアリング事業部が発足。
- 1984年4月1日 - 川鉄化学を合併、化学事業部が発足。
- 1985年
  - 8月1日 - アメリカのシリコンウェハーメーカー・NBKを買収。
  - 8月15日 - LSIの製造を目的に、アメリカのLSIロジック（現・LSIコーポレーション）と合弁で、日本セミコンダクターを設立。
- 1986年9月 - アメリカの鉄鋼メーカー・カリフォルニア・スチール・インダストリーズに資本参加。
- 1990年
  - 6月11日 - アメリカにシリコンウェハーメーカーのカワサキ・ウェーハ・テクノロジーを設立。NBKとの関係は解消。
  - 8月1日 - LSI事業部発足。
  - 10月16日 - LSI宇都宮工場が完成。
- 1992年3月1日 - システム・エレクトロニクス事業部発足。
- 1994年
  - 4月1日 - 川鉄鉄構工業から橋梁鉄構事業の営業譲渡を受け、橋梁・鋼構造事業部が発足。
  - 5月23日 - カワサキ・ウェーハ・テクノロジーをアメリカのMEMCに売却、シリコンウェハー事業から撤退。
  - 10月1日 - システム・エレクトロニクス事業部を川鉄情報システムに統合。
- 1995年
  - 1月26日 - 日本セミコンダクターをLSIロジックに売却。
  - 7月1日 - エンジニアリング事業部を改組しエンジニアリング事業本部発足、その下部に製鉄・プラント事業部・鉄構事業部・エネルギー・水道事業部・建設事業部などが発足。
  - 12月31日 - 水島製鉄所神戸地区（旧・葺合工場）での生産を終了。
- 1996年7月1日 - エンジニアリング事業本部鉄構事業部と橋梁・鋼構造事業部を統合し、橋梁・鉄構事業部が発足。
- 1998年7月1日 - エンジニアリング事業本部解体に伴い、製鉄・プラント事業部・エネルギー・水道事業部・建設事業部・環境事業部が発足。
- 1999年
  - 7月 - 橋梁・鉄構事業部千葉工場の設備を、同事業部播磨工場へ移設。
  - 8月5日 - 韓国の鉄鋼メーカー・東国製鋼と技術協力や資本参加等の提携を発表。
- 2000年
  - 4月 - NKKと物流・補修・購買の3分野で提携。
  - 11月16日 - 韓国の鉄鋼メーカー・現代鋼管（現・現代ハイスコ）との提携を発表。
- 2001年
  - 4月13日 - NKKとの経営統合を発表。
  - 7月1日 - LSI事業部を会社分割（新設分割）により分社し、川崎マイクロエレクトロニクスを設立。
- 2002年
  - 4月8日 - NKKと共同で、ドイツの大手鉄鋼メーカー・ティッセンクルップと自動車用鋼板の分野で提携。
  - 9月19日 - 東証・大証・名証各1部と福証において上場廃止。
  - 9月27日 - 株式移転により、NKKと共同でJFEホールディングスを設立。同社の完全子会社に。
- 2003年4月1日 - NKKとの間で事業再編。会社分割により川鉄は、エンジニアリング事業をNKK（JFEエンジニアリングに商号変更）へ、都市開発事業をJFE都市開発へ、基盤技術開発事業をJFE技研へ分社し、NKKの鉄鋼事業を継承してJFEスチール株式会社に商号変更。また、化学事業をJFEケミカルに、橋梁鉄構事業を川鉄橋梁鉄構に分割。

### ツバロン製鉄との関係
日本の鉄鋼メーカーが他国の鉄鋼業に参画する例は1950年代後半以降ウジミナス（ブラジル）や宝山鋼鉄（中華人民共和国）などがあるが、川鉄はブラジルのツバロン製鉄 (Companhia Siderúrgica de Tubarão S.A., CST) の計画に携わった。
計画が浮上したのは1970年代前半で、当時千葉・水島製鉄所を建設していた川鉄は、第3の拠点の建設を目指していた。1973年、川鉄がツバロン製鉄のプロジェクトに参画することが決定する。そして1974年、ブラジル政府が推進主体として設立した鉄鋼公社・シデルブラスと、イタリアのフィンシデルの3社の共同出資で、ツバロン製鉄が設立された。9年後の1983年11月、エスピリトサント州ヴィトーリアにおいて銑鋼一貫製鉄所の火入れが行われ、ブラジルで4番目の一貫製鉄所として操業を開始した。
操業開始後も取引・資本関係を持ち、JFEグループの発足後も資本関係があったが、2005年に当時約10%保有していたツバロン製鉄の株式をすべてアルセロール（現・アルセロール・ミッタル）に売却したため資本関係が解消された。その後ツバロン製鉄はアルセロール・ミッタルのグループ会社となり、2007年にアルセロールミッタル・ツバロン (ArcelorMittal Tubarão) に社名を変更している。

## 製造拠点

### 鉄鋼部門
千葉製鉄所
千葉県千葉市で1951年に発足した、高炉を持つ銑鋼一貫製鉄所である。
生産品は鋼板が主体で、熱延・冷延鋼板や表面処理鋼板の溶融亜鉛めっき鋼板・錫めっき鋼板（ブリキ）・クロムめっき鋼板（ティンフリースチール）、ステンレス冷延鋼板（1991年から）、厚板（1987年まで）、一部品種の鋼管を生産していた。
JFEスチール発足後はNKKの京浜製鉄所と統合され、東日本製鉄所の千葉地区となっている。
水島製鉄所
岡山県倉敷市で1961年に発足した銑鋼一貫製鉄所である。
生産品には鋼板類だけではなく条鋼類もあり、形鋼や棒鋼、線材、厚板、熱延・冷延鋼板、電気・溶融亜鉛めっき鋼板（1987・89年以降）、電磁鋼板（1990年以降）を生産した。また、兵庫工場の機能を移した関係で、1969年以降鍛造品・鋳鋼品（1988年まで）も生産した。
JFEスチール発足後はNKKの福山製鉄所と統合され、西日本製鉄所の倉敷地区となっている。
知多製造所
愛知県半田市で、1943年に発足した。当初は知多工場と称したが、1979年に知多製造所に改称している。
戦後に本格稼動してからは専ら自社用の圧延ロールや鋳型の供給拠点とされていたが、1961年以降鋼管生産設備が相次いで建設され、川鉄の鋼管生産拠点となった。
JFEスチール発足後も知多製造所として存続している。
西宮工場（阪神製造所）
1939年に新設。当初から特殊鋼主体の工場である。1962年からはステンレス鋼板の生産を始め、まもなくステンレス専門の工場となった。1981年に電気炉が廃止され、千葉製鉄所から供給されるステンレスの圧延を担当する工場に変わった。1979年に葺合工場と組織上統合されて「阪神製造所」となるが、1994年3月に同組織は廃止され、代わって千葉製鉄所に編入され同製鉄所西宮地区とされた。
JFEスチール発足後は、東日本製鉄所千葉地区の下部組織の西宮工場として操業を続けている。所在地は兵庫県西宮市。
葺合工場（阪神製造所）
1917年に新設。川崎造船所時代の主力工場で鋼板類を中心に製造していたが、千葉製鉄所の建設にあわせて機能を縮小、1970年代には電磁鋼板のみ残った。その電磁鋼板の生産も1990年代に入ると水島製鉄所に移管され、1995年12月末に生産を終了した。なお、1994年の阪神製造所廃止後は水島製鉄所に編入され、同製鉄所神戸地区と呼ばれた。
神戸市中央区にあった工場跡地は再開発され、「HAT神戸」と呼ばれる地区となっている。
兵庫工場
川崎造船所時代の1907年7月に操業を開始した、川鉄の起源となる工場である。電気炉や平炉を持ち、鋳鋼品や鍛造品、棒鋼を製造していた。周辺の市街地化と老朽化のため、水島製鉄所に機能を移して1971年8月末に閉鎖された。なお、末期の1969年7月以降は水島製鉄所に組織上編入され、「水島製鉄所兵庫工場」と称した。
所在地は、神戸市兵庫区。起源を同じくする川崎重工兵庫工場は現在でも同地で操業を続けている。
久慈工場
現・岩手県久慈市に1939年設置。砂鉄を製錬し、砂鉄銑を生産することを目的とした。1967年閉鎖。
伊保工場
現・兵庫県高砂市に1943年設置。大形の鍛造品の生産を目的に設置されたが、戦時中の資材不足で操業開始に至らず、そのまま1954年に廃止された。

### その他
LSI宇都宮工場
LSI事業部のLSI工場として、栃木県芳賀郡芳賀町に1990年に完成。2001年にLSI事業部の分社化に伴い川崎マイクロエレクトロニクス宇都宮工場となるが、2010年に閉鎖されている。
橋梁・鉄構事業部千葉工場・播磨工場
エンジニアリング部門の橋梁・鉄構事業部の拠点で、橋梁や鉄骨構造物を製作。千葉工場は千葉製鉄所内に、播磨工場は兵庫県加古郡播磨町に所在。1999年に千葉工場も播磨工場に集約された。
JFEスチール発足時に川鉄橋梁鉄構として分社化され同社播磨製作所となるが、同社が2008年にJFEエンジニアリングと合併した後、JFEエンジニアリング津製作所へ機能を集約されて閉鎖されている。

## 歴代社長・会長
川鉄の「取締役社長」は、合計7人。名前と在任期間は以下の通り。
1. 西山弥太郎 - 1950年8月就任、1966年7月退任（会長へ異動）
2. 藤本一郎- 1966年7月就任、1977年6月退任（会長へ異動）
3. 岩村英郎 - 1977年6月就任、1982年6月退任（会長へ異動）
4. 八木靖浩 - 1982年6月就任、1990年6月退任（会長へ異動）
5. 濤崎忍 - 1990年6月就任、1995年6月退任（会長へ異動）
6. 江本寛治 - 1995年6月就任、2001年6月退任（会長へ異動）
7. 數土文夫 - 2001年6月就任、2003年4月JFEスチール社長兼最高経営責任者 (CEO) に就任

「取締役会長」は、合計8人。空席となった時期もある。
1. 大森尚則 - 1953年10月就任、1965年6月退任
2. 西山弥太郎 - 1965年6月就任、1966年8月死去
3. 藤本一郎 - 1977年6月就任、1981年6月退任
4. 岩村英郎 - 1982年6月就任、1988年6月退任
5. 八木靖浩 - 1990年6月就任、1994年12月退任
6. 濤崎忍 - 1995年6月就任、1996年6月退任
7. 門田研造 - 1996年7月就任、1998年9月退任
8. 江本寛治 - 2001年6月就任、2002年9月JFEホールディングスの会長兼共同経営責任者 (Co-CEO) 就任に伴い退任

## グループ企業
JFEスチール発足直前の2003年3月末時点で、川崎製鉄のグループ会社は子会社138社と関連会社61社で構成され、「鉄鋼」「エンジニアリング」「化学」「LSI・情報通信」「その他」の5部門に関連する事業を行っていた。このうち、鉄鋼部門のグループ企業を中心に、NKKとの再編後にNKKの子会社と合併した企業が多く存在する。主なグループ企業は以下の通り。
- 鉄鋼事業関連
  - ダイワスチール株式会社 - コンクリート用鉄筋（異形棒鋼）やH形鋼を製造する電気炉メーカー。
  - 川鉄鋼板株式会社 - 亜鉛めっき鋼板などの表面処理鋼板を製造する、鋼板加工業者。2004年にエヌケーケー鋼板と合併し、JFE鋼板に社名変更。
  - 川鉄建材株式会社 - 建築材料などを製造する2次製品メーカー。2003年に日本鋼管ライトスチールに合併され、JFE建材となった。
  - 川鉄コンテイナー株式会社 - ドラム缶などを製造する2次製品メーカー。2003年に鋼管ドラムを合併し、JFEコンテイナーに社名変更。
  - 豊平製鋼株式会社 - 異形棒鋼の製造や橋梁の製作を行う電気炉メーカー。
  - 川鉄鉱業株式会社 - 石灰石などの採掘・加工・販売を行う鉱業業者。2004年に鋼管鉱業を合併し、JFEミネラルに社名変更。
  - 川鉄物流株式会社 - 陸運業（貨物自動車運送業）や内航海運業を行う物流業者。2004年にエヌケーケー物流に合併され、JFE物流となる。
  - 水島合金鉄株式会社 - フェロマンガンなどを製造するフェロアロイ（合金鉄）メーカー。
  - 川鉄マシナリー株式会社 - 産業設備の設計・据付・保守などを担当。元は川鉄鉄構工業で、橋梁などの製作も手がけていたが、1994年4月に川崎製鉄に営業譲渡して社名変更した。2004年にメンテック機工を合併しJFEメカニカルに社名変更。
  - 川崎炉材株式会社 - 炉に使用される耐火物のメーカー。2004年にJFE炉材に社名変更し、2009年にグループ外の品川白煉瓦に合併され品川リフラクトリーズとなる。
  - 川鉄テクノワイヤ株式会社 - 硬鋼線やピアノ線などの線材加工製品を製造する、2次製品メーカー。2003年にJFEテクノワイヤに社名変更。
  - 東北スチール株式会社 - 異形棒鋼を製造する電気炉メーカー。
  - 川鉄アドバンテック株式会社 - 計量器・計測器メーカー。元は川鉄の一部門である。2004年にJFEアドバンテックに社名変更。
  - 水島共同火力株式会社 - 水島製鉄所向け電力を発電する電力会社（卸電気事業者）。2006年に福山共同火力に合併され、瀬戸内共同火力となる。
  - カリフォルニア・スチール・インダストリーズ (California Steel Industries, Inc.) - アメリカで鋼板の製造・販売を行う。50%出資。
- エンジニアリング事業関連
  - 川鉄シビル株式会社 - 建築工事や土木工事を請負う建設業者。2003年にJFEシビルに社名変更。
- 化学事業関連
  - 川鉄フェライト株式会社 - フェライトメーカー。2003年にJFEフェライトに社名変更。
- LSI・情報通信事業関連
  - 川崎マイクロエレクトロニクス株式会社 - 集積回路 (LSI) の一種ASICのメーカー。川鉄LSI事業部を分社化し2001年設立。
  - 川鉄情報システム株式会社 - コンピュータシステムの開発・運用などを行う情報システム企業、システムインテグレーター (SIer)。2004年にJFEシステムズに社名変更。
- その他
  - 川鉄商事株式会社 - 川鉄直系の商社。2004年にエヌケーケートレーディングを合併し、JFE商事に社名変更。

## 企業スポーツ
- 川崎製鉄千葉硬式野球部
- 川崎製鉄神戸硬式野球部
- 川崎製鉄水島硬式野球部
- 川崎製鉄水島サッカー部 - 水島製鉄所に設立された社会人サッカーのクラブチーム。現在のヴィッセル神戸にして、かつファジアーノ岡山のルーツであるクラブ。

## 提供番組（全て過去）
- ギミアぶれいく（TBS 、1992年4月　- 9月まで）
- JNNニュースコープ（同上・日曜のみ、80年代後半まで）
- 関口宏のサンデーモーニング（同上、1990年ごろまで）
- パネルクイズ アタック25(朝日放送制作・テレビ朝日系列)
- クイズ地球の歩き方（同上） ほか